# Tino Schwierzina
Tino Antoni Schwierzina (né le 30 mai 1927 à Chorzów, mort le 29 décembre 2003 à Berlin) est un homme politique allemand (SPD). Il fut le dernier bourgmestre-gouverneur de Berlin-Est.

## Biographie
Ce fils d'un médecin est enrôlé dans la Wehrmacht en 1944 puis est prisonnier des Américains de 1945 à 1948. Après son abitur, il obtient un diplôme en droit en 1948 et devient conseiller juridique en RDA en 1952. En 1963, il est condamné pour « aide à l'émigration clandestine » à six mois de prison avec sursis. Cinq ans plus tard, il prend une retraite professionnelle en raison de son invalidité.
En 1989, Tino Schwierzina fait partie des membres fondateurs du SPD en RDA et devient membre exécutif. En mai 1990, il est élu conseiller municipal de Berlin-Est puis en est maire du 30 mai 1990 au 11 janvier 1991. Il est ensuite élu à la Chambre des députés de Berlin dont il devient le vice-président.

## Source, notes et références
- (de) Cet article est partiellement ou en totalité issu de l’article de Wikipédia en allemand intitulé « Tino Schwierzina » (voir la liste des auteurs).

1. ↑  (de) « Tino Schwierzina », sur berlin.de via Wikiwix (consulté le 6 octobre 2023).
2. ↑  (de) « SPD Berlin », sur SPD Berlin (consulté le 2 octobre 2020).